# Căbești
Căbești là một xã thuộc hạt Bihor, România. Dân số thời điểm năm 2002 là 2082 người.